# NGC 6357
NGC 6357 (nota anche come Sh2-11 o talvolta col nome Nebulosa Guerra e Pace) è una nebulosa a emissione visibile nella costellazione dello Scorpione.
Si trova nella parte centro-meridionale della costellazione, circa 3° a NNW della brillante stella Shaula (λ Scorpii); si estende per oltre un grado e, sebbene non sia visibile con strumenti amatoriali di modesta apertura, ricorda per certi versi l'aspetto della Nebulosa di Orione capovolta. Il periodo più indicato per la sua osservazione nel cielo serale ricade fra giugno e novembre; trovandosi a declinazioni moderatamente australi, la sua osservazione è facilitata dall'emisfero australe.

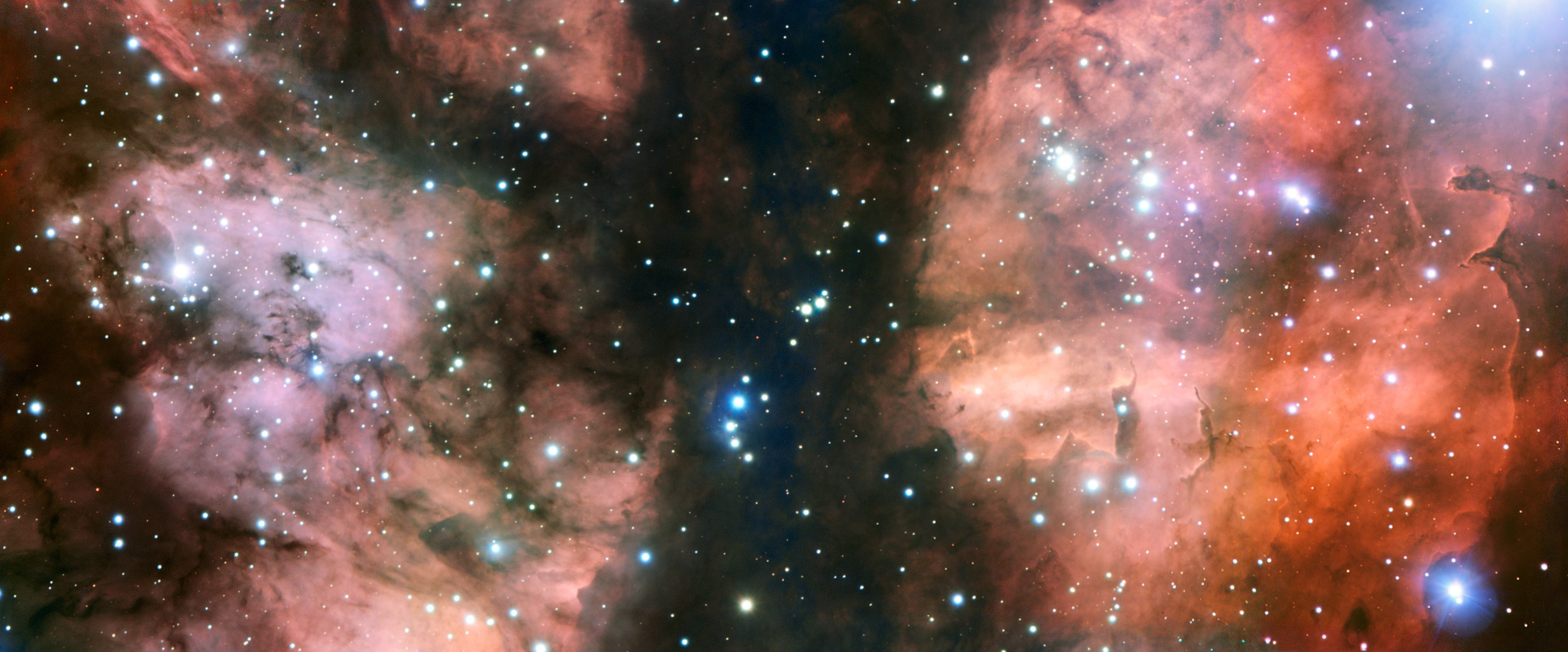
nuova immagine realizzata da VLT (Very Large Telescope) dell’ESO

NGC 6357 è una grande regione H II a forma di anello situata all'interno del Braccio del Sagittario; trovandosi a circa 1700 parsec (circa 5700 anni luce) di distanza, si trova poche centinaia di parsec in primo piano rispetto alla grande Regione di Scorpius OB1. I gas della nube ricevono la radiazione di un gran numero di stelle giovani e calde, gran parte delle quali facenti parte dell'ammasso aperto Pismis 24; quest'oggetto è costituito da diverse stelle massicce di classe spettrale O e B, fra le quali Pismis 24-1 prima ritenuta la stella più massiccia conosciuta ed ora osservata come composta da tre stelle comunque comprese tra le più massicce: la Pismis 24-1 A + B con massa rispettivamente di 66 e 74M⊙ e la Pismis 24-17 con massa di 78M⊙. A questa si aggiungono alcuni sistemi multipli, come quello di HD 319718, costituito da stelle di classe O, e di W93, dove la primaria è una stella di Wolf-Rayet. In aggiunta a queste, vi sono tre stelle di classe spettrale B esterne all'ammasso che concorrerebbero alla ionizzazione della nebulosa.
La parte settentrionale dell'ammasso è a contatto con la parte più densa della nebulosa, un addensamento sferico noto come G353.2+0.9; ad esso sono connesse delle strutture filamentose più deboli non parallele fra loro e alcuni bozzoli oscuri. Parte del gas della nebulosa viene spazzato via dal forte vento stellare delle componenti più massicce dell'ammasso, dando origine a una vasta bolla di vento stellare, che di fatto costituisce la morfologia maggiormente osservabile di NGC 6357. Nella regione sono attivi importanti processi di formazione stellare; al suo interno sono note 44 sorgenti di radiazione infrarossa, fra le quali quattro individuate dall'IRAS, che coinciderebbero con altrettante protostelle profondamente immerse nei gas della nube. Altri oggetti sono stati individuati alle onde radio e nelle microonde, compresi due maser, uno ad acqua e uno a idrossido.
Nei pressi di NGC 6357 si estende l'associazione Scorpius OB4, un'associazione OB costituita da 71 stelle con classi spettrali comprese fra O e B9 posta alla distanza media di 1400 parsec. Le componenti di classe O mostrano una distribuzione uniforme senza apparenti concentrazioni.